# 苓北町立都呂々小学校
苓北町立都呂々小学校（れいほくちょうりつ とろろしょうがっこう）とは、熊本県天草郡苓北町都呂々にある小学校。

## 沿革
- 1875年（明治8年）- 第七十七区都呂々小学校創立
- 1887年（明治20年）- 都呂々簡易科教場と改称。木場分教場設置
- 1893年（明治26年）- 都呂々尋常小学校と改称
- 1898年（明治31年）- 五か村組合立志岐高等小学校設置
- 1908年（明治41年）- 都呂々尋常高等小学校と改称
- 1909年（明治42年）- 都呂々尋常小学校と改称
- 1917年（大正6年）3月 - 五か村組合立志岐高等小学校廃止
- 1921年（大正10年）4月 - 都呂々尋常高等小学校と改称
- 1941年（昭和16年）4月 - 都呂々国民学校と改称
- 1947年（昭和22年）- 都呂々村立都呂々小学校と改称
- 1955年（昭和30年）- 苓北町立都呂々小学校と改称
- 1965年（昭和40年）- 木場分校が独立
- 2003年（平成15年）- 木場小学校を統合